# كروسون (إراكليون)
كروسون (Κρουσών) هي مدينة ومقر كومونة بنفس الاسم في بلدية ماليفيزي ضمن مقاطعة كاندية في كريت.
تقع عند سفح بسيلوريتيس الشرقي، على هضبة غورنوس بارتفاع 1292 م، مبنية بشكل مدرج على التلال. تبعد 21.8 كم عن هيراكليون.

تم إنشاء أول تعاونية زراعية نسائية في مقاطعة هيراكليون في القرية، ولديها فريق كرة قدم على المستوى الإقليمي.
دورة السكان حسب التعدادات:
| السنة   | 1900  | 1920  | 1928  | 1940  | 1951  | 1961  | 1971  | 1981  | 1991  | 2001  | 2011  |
| ------- | ----- | ----- | ----- | ----- | ----- | ----- | ----- | ----- | ----- | ----- | ----- |
| التعداد | 1.753 | 2.101 | 2.314 | 2.577 | 2.720 | 2.974 | 2.676 | 2.776 | 2.972 | 2.855 | 2.107 |